# Ludwik Prądzyński
Ludwik Prądzyński (ur. 5 października 1956 w Tuchomiu) – polski robotnik i związkowiec, działacz opozycji demokratycznej w okresie PRL.

## Życiorys
Ukończył w 1982 Zasadniczą Szkołę Budowy Okrętów w Gdańsku. Pracował jako spawacz i monter kadłubów. Od 1975 pozostawał zatrudniony w Stoczni Gdańskiej. Należał do aktywistów Wolnych Związków Zawodowych Wybrzeża. W sierpniu 1980 razem z Bogdanem Borusewiczem, Bogdanem Felskim i Jerzym Borowczakiem zainicjował strajk w Stoczni Gdańskiej. Po powołaniu NSZZ „Solidarność” został członkiem komisji zakładowej związku w SG. W związku z wprowadzeniem stanu wojennego internowano go na okres ponad siedmiu miesięcy (od 12 grudnia 1981 do 24 lipca 1982) w Strzebielinku.
Od 1984 do 1993 pracował w rodzinnym gospodarstwie rolnym rodziców w Kramarzynach, następnie powrócił do Stoczni Gdańskiej.
W 2000 wyróżniony tytułem honorowego obywatela Gdańska, w 2006 został odznaczony Krzyżem Oficerskim Orderu Odrodzenia Polski, a w 2024 Krzyżem Wolności i Solidarności.